# بوتافيناسيل
بوتافيناسيل هو الاسم الشائع لمركب عضوي يُستخدم كمبيد أعشاب، ويننتمي إلى فئة البيريميدين ديون الكيميائية. يعمل البوتافيناسيل عن طريق تثبيط إنزيم البروتوبرفيرينوجين أوكسيداز للسيطرة على نمو الحشائش عريضة الأوراق، وبعض الأعشاب الضارة في المحاصيل المختلفة، والتي من بينها محاصيل الحبوب والكانولا.

## لمحة تاريخية
قدم الكيميائيون في مختبرات الدكتور ر. ماغ التابعة لشركة هوفمان-لا روش في عام 1985 براءات اختراع لمشتقات اليوراسيل التي كان لها نشاطًا فعّالًا كمبيدات للأعشاب. بيعت مختبرات ماغ للأبحاث الكيميائية الزراعية في عام 1990 لشركة سيبا غايغي، واستمر العمل فيها على تحسين هذا المجال من النشاط الحيوي. وفي عام 1993 نشرت الشركة براءة اختراع لمشتقات استرات بعض هذه المركبات، والتي كان من بينها البوتافيناسيل. طُور مركب البوتافيناسيل وطُرح في الأسواق في عام 2001 بالرقم الكودي CGA276854. أدت عمليات الاندماج الأخرى في الصناعة بعد ذلك الوقت إلى أن قيام شركات أخرى بتوفير منتج البوتافيناسيل كان من بينها شركة سينغنتا التي باعت مركب البوتافيناسيل بعدة أسماء تجارية مثل بي باور.

## التحضير

خطوة رئيسية في تحضير مركب البوتافيناسيل

تتضمن الخطوة الرئيسية في تحضير مركب البوتافيناسيل، كما وصفتها براءة اختراع شركة سيبا غايغي، التفاعل بين فينيل الأيزوسيانات، والأمين. يتفاعل مركب إيثيل 2-كلورو-5-أيزوسياناتو البنزوات مع مركب إيثيل 3-أمينو-4،4،4-ثلاثي فلورو الكروتونات في وجود قاعدة لتكوين مستبدل اليوريا كوسيط، والذي يتم تحويله بعد ذلك إلى البيريميدين ديون المتسخدم في تحضير البوتافيناسيل.

## آلية العمل
يعمل البوتافيناسيل كمبيد للأعشاب عن طريق تثبيط إنزيم البروتوبورفيرينوجين أوكسيداز، ومنع تكوين الكلوروفيل، مما يؤدي إلى تراكم البروتوبورفيرين 9، وهو محسس ضوئي قوي يعمل على تنشيط الأكسجين مما يؤدي إلى أكسدة الدهون مع فقدان سريع لسلامة ووظيفة الغشاء. تتضمن التأثيرات المرئية التي تظهر على النباتات الكاملة بعد التعرض للبوتافيناسيل إصابتها بشحوب الأوراق والنخر.

## الاستخدام
يُستخدم مُركب البوتافيناسيل في العديد من الدول، ومنها أستراليا، والأرجنتين، والبرازيل، واليابان، وتايلاند، ولكنه غير مستخدم حتى الآن في دول الاتحاد الأوروبي أو الولايات المتحدة الأمريكية على الرغم من حصوله على الموافقة المشروطة هناك في عام 2003. تسيطر مبيد الأعشاب المحتوية على مركب البوتافيناسيل على الحشائش عريضة الأوراق السنوية والدائمة وبعض الأعشاب.
يظهر البوتافيناسيل القليل من الانتقائية كمبيد للأعشاب، لذا يُستخدم عادة قبل بذر بذور المحاصيل، كما أنه يعمل بشكل فعال للاستخدام بعد الظهور مع مجموعة واسعة جدًا من أنواع الحشائش والأعشاب، ومن بينها الحثرة المنتشرة، والسلجم، والكرنب التورنفورتي، والشويعرة الضخمة، وكيس الراعي، والقرطم الصوفي، والسرمق الأبيض، والرقمة العنبية، والرقمة الشوكرانية، والفستوكة القصبية، وشعير الحائط، واللاميون ملتف الساق، والزوان الخشن، والترمس ضيق الأوراق، والخبازة صغيرة الأزهار، والبرسيم الحجازي، والثمام الشعري، والفالاريس المتناقض، وعصا الراعي، والرجلة، والفجل البري، وحماض الغنم، والحماض الأصفر، والسمارة المشرقية، والتفاف الزيتي، والحسك الأرضي، والقراص الحارق، والبيقية المزروعة، والعكرش الجرداء.
يستخدم المنتج عادةً بمعدلات تطبيق تبلغ حوالي 10 غرامات من المكون الفعال لكل هكتار، وغالبًا ما يُستخدم بالاشتراك مع مبيدات أعشاب أخرى مثل الباراكوات، والغليفوسات في الحفر المباشر لمحاصيل للحبوب والكانولا.

## التأثيرات الصحية على الإنسان
تزيد الجرعة المميتة من مركب البوتافيناسيل عن 5000 ملليغرام/كيلوغرام من الكتلة بالنسبة للفئران في حالة الابتلاع عن طريق الفم، مما يعني أنها مادّة منخفضة السمية في حال ابتلاعها عن طريق الفم، وهي من مثبطات إنزيم البروتوبورفيرينوجين أوكسيداز.